# Crécy-au-Mont
Crécy-au-Mont – miejscowość i gmina we Francji, w regionie Hauts-de-France, w departamencie Aisne.
Według danych na styczeń 2014 roku gminę zamieszkiwały 292 osoby, a gęstość zaludnienia wynosiła 24,8 osób/km².